# Lixophaga tenuis
Lixophaga tenuis là một loài ruồi trong họ Tachinidae.